# Guido Dold
Guido Dold (* 22. März 1963 in Furtwangen; † 12. Mai 2007 ebenda) war ein deutscher Marathon- und Bergläufer.
Zu Beginn seiner sportlichen Karriere war er als Skilangläufer bei der Skizunft Brend aktiv und wurde 1985 Vierter bei den Deutschen Meisterschaften über 50 Kilometer. Schon damals nahm er erfolgreich bei Laufwettbewerben teil und gewann 1984 den Schwarzwald-Marathon. Nachdem er nicht für die Nordische Skiweltmeisterschaft nominiert wurde, wechselte er endgültig zum Laufsport.
1987 wechselte er zum PTSV Jahn Freiburg, wo er von Rolf Luxemburger und Herbert Steffny betreut wurde, gewann Bronze bei den Berglauf-Weltmeisterschaften und gewann die im Rahmen des Rhein-Ruhr-Marathons ausgetragene Deutsche Meisterschaft im Marathonlauf.
1989 kam er beim IAAF-Weltcup-Marathon auf den 27. Platz, und 1990 belegte er denselben Platz beim London-Marathon mit seiner persönlichen Bestzeit von 2:14:54 h.
Nachdem er schon 1989 und 1990 deutscher Vizemeister im Berglauf geworden war, gewann er 1992 seinen ersten nationalen Titel in dieser Disziplin. Zwei weitere folgten 1993 und 1996. Sein letzter großer Erfolg war eine Bronzemedaille bei den Berglauf-Weltmeisterschaften 1998.
Bis 1991 startete er für den PTSV Jahn Freiburg, von 1992 bis 1994 für den LC Breisgau und ab 1995 für den LT Furtwangen.
Nach einem schweren Fahrradunfall auf dem Weg zur Arbeit war Guido Dold auf Pflege und Rollstuhl angewiesen und starb schließlich an den Folgen einer Lungenentzündung. Er hinterließ eine Frau und drei Kinder.

## Persönliche Bestzeiten
- 10.000 m: 29:34,57 min, 10. August 1990, Düsseldorf
- Halbmarathon: 1:05:17 h, 10. April 1994, Melle
- Marathon: 2:14:54 h, 22. April 1990, London